# Holy Wood
Holy Wood é um livro que descreve um romance fictício não publicado pelo cantor Marilyn Manson, escrito entre 1999 e 2000 (embora Manson exclamou ter alguns esboços do livro desde 1995). Previsto inicialmente como uma peça que acompanharia o álbum Holy Wood (In the Shadow of the Valley of Death), permaneceu não-editado depois que uma série de atrasos, alegado por Manson ter sido causado por uma "guerra de publicação".

## Enredo
Descrevendo o enredo do romance o próprio Manson disse: "A história toda, se a apanha desde início, está paralela ao meu próprio, mas apenas dito em metáfora e nos diferentes símbolos que eu pensei que outras pessoas poderiam criar a partir disso. É sobre sendo inocente e ingénuo, que eu, mais como Adão, estava no paraíso antes de eles caírem da benevolência. E vendo algo como Hollywood, que eu usei uma metáfora para representar as pessoas que pensam que estão no mundo perfeito, e é sobre o querer - a sua vida toda - caber neste mundo que pensas não pertencer, que não gostam de você, luta e luta e luta, e finalmente está lá, todos em torno de você são as mesmas pessoas que te mantiveram em baixo sempre em primeiro lugar. Assim você automaticamente detesta todos à tua volta. Você reenvia-lhes para te tornares parte deste jogo, que não realizaste pois estavas comprando ainda. Traçaste uma cela para os outros de todas as maneiras. Tornaste-te a revolução, para ser suficientemente idealista para que pensasses que podias mudar o mundo, e o que encontraste foi que tu não podes mudar nada mas a ti próprio."

## Informação Íntegra

### Conversa inicial sobre o livro e o projecto do filme
Em início de junho 1999, Manson afirmou no MTV Movie Awards que estava escrevendo um filme certificado, mas recusou a relatar algo mais sobre o assunto. No entanto no mês seguinte soube-se tudo, que a New Line Cinema tinha aprovado o Holy Wood e que Manson esteve escrevendo o certificado (que se tinha derivado do romance que escreveu durante 3 meses de ausência no campo dos espectáculos após Columbine) com a ajuda do escritor Robert Pargi. A ideia central era um papel principal para Rose McGowan, então noiva de Manson.
Por volta do início de 2000 contudo o projecto foi adiado tal como Manson temeu, o filme foi emendado das maneiras que arruinaram a visão do artista em relação ao filme. Os planos que foram feitos para a 1ª versão do álbum, no outono e que seguiu em 2001 com o romance que Manson chamou o "gráfico" e o 'phantasmagoric', provêm da ideia do 1º esboço feito em 1995. A terceira e última parte do plano foi um livro de cabeceira cujas imagens relatam o romance e ao álbum de Manson e pelo colaborador de arte, de longo tempo, P.R. Brown.

### Capa do Livro e o Capítulo 10
Durante a promoção do álbum Holy Wood (In the Shadow of the Valley of Death) em meados de 2000, diversos Web site secretos lançaram vários conteúdos de áudio do álbum com acompanhado de imagens. TheLoveSong.com foi um dos primeiros sites a ser encontrados e continha o videoclip da música The Love Song com uma imagem a qual foi vista com a capa do livro. A 14 de Fevereiro de 2001, Manson postou uma mensagem no seu oficial BBS intitulado "They´d Remember "This As Valentine's Day" ". Continha um link que ligava a uma imagem da Time Magazine datada 14 de Fevereiro de 1964; caracterizou a imagem de Marina Oswald na sua capa. Na imagem, um outro link no pino conduzia ao capítulo 10 do livro. Este foi o único extracto do livro liberado.